# クレイグ郡 (バージニア州)
クレイグ郡（英: Craig County）は、アメリカ合衆国バージニア州の中央部西に位置する郡である。2010年国勢調査での人口は5,190人であり、2000年の5,091人から1.9%増加した。郡庁所在地はニューキャッスル町（人口153人）であり、同郡で唯一の法人化町でもある。
クレイグ郡はロアノーク大都市圏に属している。

## 歴史
クレイグ郡はバージニア州南西部の山岳地にあり、郡名は19世紀のバージニア州議会議員ロバート・クレイグに因んで名付けられた。郡域はボトトート郡、ロアノーク郡、ジャイルズ郡、および現在はウェストバージニア州に入るモンロー郡から取られて、1851年に設立され、その後何度か周辺郡から土地を譲渡された。郡庁所在地のニューキャッスル町は山の中に引きこもったような位置にあるが、1851年に建設されたポルチコのある郡庁舎など、南北戦争前の郡政府建造物がある。クレイグ・ヒーリング・スプリングスは、保存状態の良い20世紀初期リゾート地の建物が集まっており、質素な州内山岳部温泉の建築を代表するものである。

## 地理
アメリカ合衆国国勢調査局に拠れば、郡域全面積は331平方マイル (857.3 km2)であり、全て陸地である。

### 主要高規格道路
- バージニア州道18号線
- バージニア州道42号線
- バージニア州道311号線

### 隣接する郡
- アリゲイニー郡 - 北
- ボトトート郡 - 東
- ロアノーク郡 - 南東
- モントゴメリー郡 - 南
- ジャイルズ郡 - 南西
- モンロー郡 (ウェストバージニア州) - 西

### 国立保護地域
- ジェファーソン国立の森（部分）

## 人口動態
以下は2000年国勢調査による人口統計データである。
| 基礎データ - 人口: 5,091人 - 世帯数: 2,060 世帯 - 家族数: 1,507 家族 - 人口密度: 6人/km2（15人/mi2） - 住居数: 2,554軒 - 住居密度: 3軒/km2（8軒/mi2） 人種別人口構成 - 白人: 98.94% - アフリカン・アメリカン: 0.20% - ネイティブ・アメリカン: 0.22% - アジア人: 0.16% - その他の人種: 0.14% - 混血: 0.35% - ヒスパニック・ラテン系: 0.33% 年齢別人口構成 - 18歳未満: 23.6% - 18-24歳: 6.4% - 25-44歳: 29.7% - 45-64歳: 26.7% - 65歳以上: 13.6% - 年齢の中央値: 40歳 - 性比（女性100人あたり男性の人口） - 総人口: 103.4 - 18歳以上: 101.5 | 世帯と家族（対世帯数） - 18歳未満の子供がいる: 30.8% - 結婚・同居している夫婦: 61.9% - 未婚・離婚・死別女性が世帯主: 7.0% - 非家族世帯: 26.8% - 単身世帯: 23.9% - 65歳以上の老人1人暮らし: 10.5% - 平均構成人数 - 世帯: 2.45人 - 家族: 2.88人 収入と家計 - 収入の中央値 - 世帯: 37,314米ドル - 家族: 41,750米ドル - 性別 - 男性: 26,713米ドル - 女性: 21,337米ドル - 人口1人あたり収入: 17,322米ドル - 貧困線以下 - 対人口: 10.3% - 対家族数: 6.6% - 18歳未満: 15.9% - 65歳以上: 10.5% |

## 町
- アボット（未編入の町）
- ニューキャッスル - 郡庁所在地
- ペイントバンク（未編入の町）
- シモンズビル（未編入の町）